# Serie A 1901-1902
La Serie A 1901-1902 è stata la 5ª edizione della massima divisione del campionato svizzero di calcio e vide la vittoria finale dello Zurigo.

## Stagione

### Formula
Le quattordici squadre partecipanti vennero suddivise in tre gironi geografici e si affrontarono in un girone all'italiana.
Le squadre vincitrici del rispettivo girone si qualificarono successivamente per la fase finale per contendersi il titolo.

## Squadre partecipanti
| Club                 | Città             |
| -------------------- | ----------------- |
| Basilea              | Basilea           |
| Berna                | Berna             |
| Blue Stars San Gallo | San Gallo         |
| Excelsior Basilea    | Basilea           |
| Fire Files Zurigo    | Zurigo            |
| Fortuna Basilea      | Basilea           |
| Grasshoppers         | Zurigo            |
| La Chaux-de-Fonds    | La Chaux-de-Fonds |
| Neuchâtel            | Neuchâtel         |
| Old Boys Basilea     | Basilea           |
| San Gallo            | San Gallo         |
| Servette             | Ginevra           |
| Young Boys           | Berna             |
| Zurigo               | Zurigo            |

## Torneo

### Girone Est

#### Classifica finale
|  | Pos. | Squadra              | Pt | G | V | N | P | GF | GS | DR  |
|  | ---- | -------------------- | -- | - | - | - | - | -- | -- | --- |
|  | 1.   | Zurigo               | 16 | 8 | 8 | 0 | 0 | 65 | 9  | +56 |
|  | 2.   | Grasshoppers         | 12 | 8 | 6 | 0 | 2 | 46 | 15 | +31 |
|  | 3.   | San Gallo            | 6  | 8 | 3 | 0 | 5 | 23 | 36 | -13 |
|  | 4.   | Fire Files Zurigo    | 6  | 8 | 3 | 0 | 5 | 15 | 49 | -34 |
|  | 5.   | Blue Stars San Gallo | 0  | 8 | 0 | 0 | 8 | 8  | 48 | -40 |

Legenda:
      Qualificato alla fase finale.
Note:
Due punti a vittoria, uno a pareggio, zero a sconfitta.

### Girone Centro

#### Classifica finale
|  | Pos. | Squadra           | Pt | G | V | N | P | GF | GS | DR  |
|  | ---- | ----------------- | -- | - | - | - | - | -- | -- | --- |
|  | 1.   | Young Boys        | 11 | 7 | 5 | 1 | 1 | 26 | 8  | +18 |
|  | 2.   | Basilea           | 10 | 7 | 5 | 0 | 2 | 15 | 7  | +8  |
|  | 3.   | Old Boys Basilea  | 9  | 7 | 4 | 1 | 2 | 27 | 6  | +21 |
|  | 4.   | Fortuna Basilea   | 2  | 7 | 1 | 0 | 6 | 12 | 31 | -19 |
|  | 5.   | Excelsior Basilea | 0  | 4 | 0 | 0 | 4 | 1  | 29 | -28 |

Legenda:
      Qualificato alla fase finale.
Note:
Due punti a vittoria, uno a pareggio, zero a sconfitta.

### Girone Ovest

#### Classifica finale
|  | Pos. | Squadra           | Pt | G | V | N | P | GF | GS | DR |
|  | ---- | ----------------- | -- | - | - | - | - | -- | -- | -- |
|  | 1.   | Berna             | 8  | 6 | 4 | 0 | 2 | 14 | 7  | +7 |
|  | 2.   | Servette          | 6  | 6 | 3 | 0 | 3 | 9  | 11 | -2 |
|  | 3.   | La Chaux-de-Fonds | 5  | 6 | 2 | 1 | 3 | 8  | 6  | +2 |
|  | 4.   | Neuchâtel         | 5  | 6 | 2 | 1 | 3 | 9  | 16 | -7 |

Legenda:
      Qualificato alla fase finale.
Note:
Due punti a vittoria, uno a pareggio, zero a sconfitta.

### Fase finale

#### Risultati
| Aarau 6 aprile 1902 | Zurigo | 2 – 0 | Young Boys |  |

| Berna 13 aprile 1902 | Berna | 2 – 2 | Young Boys |  |

| Aarau 20 aprile 1902 | Zurigo | 7 – 1 | Berna |  |

#### Classifica finale
|  | Pos. | Squadra    | Pt | G | V | N | P | GF | GS | DR |
|  | ---- | ---------- | -- | - | - | - | - | -- | -- | -- |
|  | 1.   | Zurigo     | 4  | 2 | 2 | 0 | 0 | 9  | 1  | +8 |
|  | 2.   | Young Boys | 1  | 2 | 0 | 1 | 1 | 2  | 4  | -2 |
|  | 3.   | Berna      | 1  | 2 | 0 | 1 | 1 | 3  | 9  | -6 |

Legenda:
      Campione di Svizzera
Note:
Due punti a vittoria, uno a pareggio, zero a sconfitta.

## Verdetto finale
- Zurigo campione di Svizzera 1901-1902.